# Tour 2003
Tour 2003 es un álbum en directo del músico británico Ringo Starr, publicado por la compañía discográfica Koch Records en marzo de 2004.
Tras la edición del álbum Ringo Rama un año antes, Ringo se embarcó en la octava gira con la All-Starr Band, ofreciendo nuevamente conciertos en Norteamérica durante el verano de 2004. La grabación incluida en el álbum procede del concierto inaugural de la gira ofrecido en el Casino Rama, a las afueras de Toronto, Ontario, Canadá. Pese a ello, la reseña incluida en las páginas centrales del disco procede de un concierto posterior ofrecido en Detroit. 
Al igual que en anteriores ocasiones, la formación de la All-Starr Band incluye nuevos músicos: a excepción de Mark Rivera y Sheila E., presentes en anteriores ediciones, Paul Carrack, Colin Hay y John Waite formaron parte de la All-Starr Band por primera vez. Asimismo, además de incluir canciones de su repertorio habitual, Ringo estrenó en directo canciones como «Never Without You» y «Memphis In Your Mind», publicadas en su último álbum, Ringo Rama. 

## Recepción
Tras su publicación, Tour 2003 obtuvo críticas inferiores a anteriores trabajos de Ringo, especialmente al tratarse del séptimo álbum en directo del músico. Stephen Thomas Erlewine de Allmusic escribió: «Esta edición es la menos interesante del lote, principalmente porque hubo una baja sustancial del talento -y de los éxitos- de los músicos. Por lo tanto, con la excepción de «The Living Years» y «How Long» de Paul Carrack, las canciones de The Beatles son más débiles que en configuraciones anteriores de la All-Starr Band. [...] Los acompañantes tocan sus éxitos con un poco de entusiasmo, pero en general tiene una calidad bastante cansada y casi deprimente que incluso el jovial Ringo no puede aplastar. Es la más débil de la serie y muestra que el concepto All-Starr Band, una vez vibrante, está diluido y ya no es tan divertido, al menos para el público, como Ringo piensa que es».

## Lista de canciones
| N.º | Título                               | Escritor(es)                                                      | Duración |  |
| 1.  | «It Don't Come Easy»                 | Richard Starkey                                                   | 3:44     |  |
| 2.  | «Honey Don't»                        | Carl Perkins                                                      | 2:59     |  |
| 3.  | «Memphis In Your Mind»               | Richard Starkey, Mark Hudson, Gary Burr, Steve Dudas, Dean Grakal | 4:23     |  |
| 4.  | «How Long»                           | Paul Carrack                                                      | 4:45     |  |
| 5.  | «Down Under»                         | Ron Strykert, Colin Hay                                           | 4:25     |  |
| 6.  | «When I See You Smile»               | Diane Warren                                                      | 4:52     |  |
| 7.  | «Love Bizarre»                       | Pete Escovedo                                                     | 4:05     |  |
| 8.  | «Boys»                               | Luther Dixon, Wes Farrell                                         | 3:04     |  |
| 9.  | «Don't Pass Me By»                   | Richard Starkey                                                   | 4:02     |  |
| 10. | «Yellow Submarine»                   | John Lennon, Paul McCartney                                       | 3:11     |  |
| 11. | «Living Years»                       | Mike Rutherford, B.A. Robertson                                   | 6:25     |  |
| 12. | «Missing You»                        | John Waite, Mark Leonard, Charles Sandford                        | 4:18     |  |
| 13. | «Glamorous Life»                     | Prince                                                            | 4:49     |  |
| 14. | «I Wanna Be Your Man»                | John Lennon, Paul McCartney                                       | 3:25     |  |
| 15. | «Who Can It Be Now»                  | Colin Hay                                                         | 4:00     |  |
| 16. | «With a Little Help from My Friends» | John Lennon, Paul McCartney                                       | 5:36     |  |